# Campeonato Nacional 1972 (Argentina)
El conocido como Torneo Nacional 1972, oficialmente Campeonato Nacional "Año del Turismo en las Américas", fue el quincuagésimo de la era profesional y el segundo de la temporada de la Primera División de Argentina de fútbol. Comenzó el 13 de octubre y concluyó el 17 de diciembre.
Se disputó en dos rondas, una previa de grupos y luego por eliminación directa, habiéndose disminuido el número de participantes con relación al torneo anterior, llevándolo a 26 equipos, 18 del Metropolitano y 8 indirectamente afiliados clasificados a través del sistema de plazas fijas y del Torneo Regional.
El Club Atlético San Lorenzo de Almagro se consagró bicampeón anual, invicto en este torneo, con lo que clasificó a la Copa Libertadores 1973 junto con el subcampeón, el Club Atlético River Plate.

## Equipos participantes

### Del torneo regular
18 equipos, todos los participantes del Metropolitano del mismo año.
| Equipo             | Ciudad       |
| ------------------ | ------------ |
| Argentinos Juniors | Buenos Aires |
| Atlanta            | Buenos Aires |
| Banfield           | Banfield     |
| Boca Juniors       | Buenos Aires |
| Chacarita Juniors  | Villa Maipú  |
| Colón              | Santa Fe     |
| Estudiantes        | La Plata     |
| Ferro Carril Oeste | Buenos Aires |
| Gimnasia y Esgrima | La Plata     |
| Huracán            | Buenos Aires |
| Independiente      | Avellaneda   |
| Lanús              | Lanús        |
| Newell's Old Boys  | Rosario      |
| Racing Club        | Avellaneda   |
| River Plate        | Buenos Aires |
| Rosario Central    | Rosario      |
| San Lorenzo        | Buenos Aires |
| Vélez Sarsfield    | Buenos Aires |

### De las plazas fijas
Los 4 equipos del interior clasificados en sus ligas respectivas.
| Equipo                | Ciudad                | Liga        |
| --------------------- | --------------------- | ----------- |
| Belgrano              | Córdoba               | Cordobesa   |
| San Lorenzo           | Mar del Plata         | Marplatense |
| San Martín            | San Miguel de Tucumán | Tucumana    |
| San Martín de Mendoza | San Martín            | Mendocina   |

### Del Torneo Regional
Los 4 equipos clasificados al efecto en la edición 1972.
| Equipo             | Ciudad   | Liga             |
| ------------------ | -------- | ---------------- |
| Bartolomé Mitre    | Posadas  | Posadeña         |
| Desamparados       | San Juan | Sanjuanina       |
| Gimnasia y Esgrima | Mendoza  | Mendocina        |
| Independiente      | Trelew   | Valle del Chubut |

## Sistema de disputa
Primera fase: dos zonas con un partido interzonal, en una rueda todos contra todos, por acumulación de puntos.
Segunda fase: los dos primeros de cada zona en una ronda por eliminación directa, a un solo partido, en cancha neutral, con las siguientes condiciones:
- si entre el primero y segundo de una zona hubiera más de tres (3) puntos de diferencia, el segundo quedará fuera de la Segunda fase y el mejor primero accederá a la final de la misma;
- si entre el primero y segundo de ambas zonas hubiera más de tres (3) puntos de diferencia, ambos segundos quedarán fuera de la Segunda fase y ambos primeros disputarán la final.

## Fase de zonas
Los dos primeros de cada zona clasificaban como semifinalistas del torneo, salvo que el segundo de alguno de ellos obtuviera una diferencia de más de tres puntos con relación al primero, en cuyo caso quedaba fuera de la definición.

### Zona 1
| Pos. | Equipo                  | Pts. | PJ | PG | PE | PP | GF | GC | Dif. |
| ---- | ----------------------- | ---- | -- | -- | -- | -- | -- | -- | ---- |
| 1.º  | San Lorenzo             | 23   | 13 | 10 | 3  | 0  | 29 | 6  | 23   |
| 2.º  | River Plate             | 22   | 13 | 10 | 2  | 1  | 50 | 23 | 27   |
| 3.º  | Vélez Sarsfield         | 18   | 13 | 8  | 2  | 3  | 31 | 19 | 12   |
| 4.º  | San Martín (M)          | 17   | 13 | 7  | 3  | 3  | 27 | 21 | 6    |
| 5.º  | Atlanta                 | 16   | 13 | 6  | 4  | 3  | 31 | 15 | 16   |
| 6.º  | Rosario Central         | 14   | 13 | 5  | 4  | 4  | 28 | 18 | 10   |
| 7.º  | Independiente           | 13   | 13 | 4  | 5  | 4  | 24 | 20 | 4    |
| 8.º  | San Lorenzo (MdP)       | 12   | 13 | 5  | 2  | 6  | 24 | 28 | −4   |
| 9.º  | Lanús                   | 11   | 13 | 3  | 5  | 5  | 17 | 23 | −6   |
| 10.º | Gimnasia y Esgrima (LP) | 9    | 13 | 3  | 3  | 7  | 13 | 24 | −11  |
| 11.º | San Martín (T)          | 6    | 13 | 2  | 2  | 9  | 10 | 25 | −15  |
| 12.º | Bartolomé Mitre         | 4    | 13 | 1  | 2  | 10 | 11 | 36 | −25  |
| 13.º | Independiente (T)       | 3    | 13 | 0  | 3  | 10 | 10 | 46 | −36  |

|  | Finalista del campeonato.     |
|  | Semifinalista del campeonato. |

### Zona 2
| Pos. | Equipo                 | Pts. | PJ | PG | PE | PP | GF | GC | Dif. |
| ---- | ---------------------- | ---- | -- | -- | -- | -- | -- | -- | ---- |
| 1.º  | Boca Juniors           | 22   | 13 | 10 | 2  | 1  | 31 | 15 | 16   |
| 2.º  | Colón                  | 18   | 13 | 8  | 2  | 3  | 21 | 16 | 5    |
| 3.º  | Argentinos Juniors     | 17   | 13 | 7  | 3  | 3  | 26 | 16 | 10   |
| 4.º  | Huracán                | 16   | 13 | 6  | 4  | 3  | 26 | 20 | 6    |
| 5.º  | Racing Club            | 13   | 13 | 6  | 1  | 6  | 20 | 18 | 2    |
| 6.º  | Belgrano               | 13   | 13 | 4  | 5  | 4  | 19 | 18 | 1    |
| 7.º  | Banfield               | 13   | 13 | 5  | 3  | 5  | 23 | 27 | −4   |
| 8.º  | Ferro Carril Oeste     | 12   | 13 | 4  | 4  | 5  | 20 | 20 | 0    |
| 9.º  | Desamparados           | 12   | 13 | 4  | 4  | 5  | 15 | 25 | −10  |
| 10.º | Chacarita Juniors      | 11   | 13 | 3  | 5  | 5  | 19 | 18 | 1    |
| 11.º | Gimnasia y Esgrima (M) | 10   | 13 | 2  | 6  | 5  | 18 | 23 | −5   |
| 12.º | Estudiantes (LP)       | 8    | 13 | 2  | 4  | 7  | 12 | 25 | −13  |
| 13.º | Newell's Old Boys      | 5    | 13 | 2  | 1  | 10 | 18 | 28 | −10  |

|  | Semifinalista del campeonato. |

## Resultados
- Fecha 1

13 de octubre
Vélez Sarsfield 1 - Gimnasia (LP) 0
15 de octubre
River Plate 5 - Boca Juniors 4
San Lorenzo (Mar del Plata) 3 - Atlanta 0
San Martín (Mendoza) 1 - Independiente (Trelew) 0
Independiente 1 - Lanús 3
San Lorenzo 3 - Bartolomé Mitre (Misiones) 1
San Martín (T) 0 - Rosario Central 2
Banfield 4 - Racing Club 2
Argentinos Juniors 1 - Gimnasia (Mendoza) 1
Chacarita Juniors 4 - Desamparados (San Juan) 1
Estudiantes (LP) 0 - Ferro 0
Colón 2 - Huracán 1
Newell's Old Boys 1 - Belgrano (Cba) 3
- Fecha 2

20 de octubre
Boca Juniors 4 - Colón 0
22 de octubre
Vélez Sársfield 2 - Ferro 1
Gimnasia (LP) 2 - San Martín (T) 0
Lanús 2 - San Martín (Mendoza) 3
Rosario Central 5 - San Lorenzo (Mar del Plata) 0
Atlanta 1 - Independiente 1
Bartolomé Mitre (Misiones) 1 - River Plate 7
Independiente (Trelew) 0 - San Lorenzo 1
Racing Club 1 - Chacarita Juniors 0
Belgrano (Cba) 1 - Estudiantes (LP) 1
Gimnasia (Mendoza) 2 - Banfield 2
Desamparados (San Juan) 1 - Newell's Old Boys 1
Huracán 1 - Argentinos Juniors 1
- Fecha 3

28 de octubre
Independiente 1 - Rosario Central 1
29 de octubre
Bartolomé Mitre (Misiones) 1 - Colón 2
River Plate 8 - Independiente (Trelew) 0
San Martín (Mendoza) 1 - Atlanta 1
San Martín (T) 0 - Vélez Sársfield 0
San Lorenzo 5 - Lanús 0
San Lorenzo (Mar del Plata) 1 - Gimnasia (LP) 0
Banfield 3 - Huracán 4
Newell's Old Boys 0 - Racing Club 1
Ferro 1 - Belgrano (Cba) 1
Chacarita Juniors 0 - Gimnasia (Mendoza) 0
Estudiantes (LP) 0 - Desamparados (San Juan) 0
Argentinos Juniors 2 - Boca Juniors 3
- Fecha 4

1 de noviembre
Belgrano (Cba) 3 - San Martín (T) 0
Lanús 1 - River Plate 2
Rosario Central 3 - San Martín (Mendoza) 1
Independiente (Trelew) 2 - Bartolomé Mitre (Misiones) 2
Atlanta 0 - San Lorenzo 1
Vélez Sársfield 4 - San Lorenzo (Mar del Plata) 0
Gimnasia (LP) 1 - Independiente 1
Colón 1 - Argentinos Juniors 0
Huracán 1 - Chacarita Juniors 1
Boca Juniors 2 - Banfield 0
Desamparados (San Juan) 0 - Ferro 0
Racing Club 1 - Estudiantes (LP) 0
Gimnasia (Mendoza) 5 - Newell's Old Boys 2
- Fecha 5

3 de noviembre
San Lorenzo 1 - Rosario Central 1
5 de noviembre
Independiente (Trelew) 2 - Argentinos Juniors 2
Independiente 5 - Vélez Sársfield 0
San Lorenzo (Mar del Plata) 2 - San Martín (T) 1
Bartolomé Mitre (Misiones) 0 - Lanús 1
River Plate 1 - Atlanta 1
San Martín (Mendoza) 4 - Gimnasia (LP) 0
Banfield 2 - Colón 2
Belgrano (Cba) 3 - Desamparados (San Juan) 3
Newell's Old Boys 1 - Huracán 2
Ferro 2 - Racing Club 1
Chacarita Juniors 1 - Boca Juniors 2
Estudiantes (LP) 1 - Gimnasia (Mendoza) 1
Fecha 6
8 de noviembre
Desamparados (San Juan) 1 - San Lorenzo (Mar del Plata) 0
Rosario Central 2 - River Plate 4
Gimnasia (LP) 0 - San Lorenzo 3
Atlanta 6 - Bartolomé Mitre (Misiones) 1
Lanús 3 - Independiente (Trelew) 0
Vélez Sársfield 3 - San Martín (Mendoza) 1
San Martín (T) 0 - Independiente 1
Huracán 5 - Estudiantes (LP) 1
Argentinos Juniors 0 - Banfield 1
Boca Juniors 3 - Newell's Old Boys 0
Gimnasia (Mendoza) 2 - Ferro 1
Colón 1 - Chacarita Juniors 1
Racing Club 2 - Belgrano (Cba) 0
- Fecha 7

10 de noviembre
Independiente 4 - San Lorenzo (Mar del Plata) 1
12 de noviembre
Lanús 0 - Banfield 0
Independiente (Trelew) 0 - Atlanta 4
San Lorenzo 3 - Vélez Sársfield 1
Bartolomé Mitre (Misiones) 2 - Rosario Central 1
River Plate 5 - Gimnasia (LP) 2
San Martín (Mendoza) 3 - San Martín (T) 1
Newell's Old Boys 0 - Colón 1
Chacarita Juniors 0 - Argentinos Juniors 1
Estudiantes (LP) 0 - Boca Juniors 2
Belgrano (Cba) 1 - Gimnasia (Mendoza) 0
Desamparados (San Juan) 1 - Racing Club 0
Ferro 2 - Huracán 4
- Fecha 8

17 de noviembre
Boca Juniors 2 - Ferro 1
19 de noviembre
Independiente 1 - Racing Club 2
Vélez Sársfield 1 - River Plate 2
Atlanta 4 - Lanús 1
Gimnasia (LP) 0 - Bartolomé Mitre (Misiones) 0
San Martín (T) 0 - San Lorenzo 1
Rosario Central 6 - Independiente (Trelew) 1
San Lorenzo (Mar del Plata) 4 - San Martín (Mendoza) 5
Argentinos Juniors 3 - Newell's Old Boys 2
Gimnasia (Mendoza) 2 - Desamparados (San Juan) 3
Colón 3 - Estudiantes (LP) 1
Banfield 0 - Chacarita Juniors 2
Huracán 1 - Belgrano (Cba) 1
- Fecha 9

24 de noviembre
River Plate 3 - San Martín (T) 1
26 de noviembre
Atlanta 1 - Chacarita Juniors 1
San Martín (Mendoza) 1 - Independiente 1
Bartolomé Mitre (Misiones) 1 - Vélez Sársfield 3
San Lorenzo 0 - San Lorenzo (Mar del Plata) 0
Independiente (Trelew) 0 - Gimnasia (LP) 1
Lanús 1 - Rosario Central 1
Desamparados (San Juan) 2 - Huracán 3
Racing Club 4 - Gimnasia (Mendoza) 1
Newell's Old Boys 7 - Banfield 2
Estudiantes (LP) 3 - Argentinos Juniors 4
Belgrano (Cba) 2 - Boca Juniors 2
Ferro 2 - Colón 1
- Fecha 10

29 de noviembre
Gimnasia (Mendoza) 2 - San Martín (Mendoza) 2
San Lorenzo (Mar del Plata) 2 - River Plate 3
Rosario Central 1 - Atlanta 3
Gimnasia (LP) 1 - Lanús 1
Independiente 1 - San Lorenzo 3
San Martín (T) 3 - Bartolomé Mitre (Misiones) 1
Vélez Sársfield 7 - Independiente (Trelew) 1
Huracán 2 - Racing Club 2
Boca Juniors 2 - Desamparados (San Juan) 1
Chacarita Juniors 3 - Newell's Old Boys 2
Banfield 2 - Estudiantes (LP) 0
Argentinos Juniors 2 - Ferro 1
Colón 2 - Belgrano (Cba) 0
- Fecha 11

1 de diciembre
San Lorenzo 3 - San Martín (Mendoza) 0
3 de diciembre
Newell's Old Boys 1 - Rosario Central 0
River Plate 7 - Independiente 3
Atlanta 4 - Gimnasia (LP) 1
Lanús 2 - Vélez Sársfield 4
Independiente (Trelew) 1 - San Martín (T) 3
Bartolomé Mitre (Misiones) 1 - San Lorenzo (Mar del Plata) 2
Belgrano (Cba) 0 - Argentinos Juniors 1
Estudiantes (LP) 3 - Chacarita Juniors 2
Desamparados (San Juan) 2 - Colón 1
Gimnasia (Mendoza) 0 - Huracán 2
Ferro 4 - Banfield 2
Racing Club 2 - Boca Juniors 3
- Fecha 12

6 de diciembre
San Lorenzo 3 - Huracán 0
San Martín (Mendoza) 4 - River Plate 1
Gimnasia (LP) 1 - Rosario Central 3
San Martín (T) 1 - Lanús 1
Vélez Sársfield 3 - Atlanta 1
Independiente 5 - Bartolomé Mitre (Misiones) 0
San Lorenzo (Mar del Plata) 8 - Independiente (Trelew) 3
Argentinos Juniors 7 - Desamparados (San Juan) 0
Chacarita Juniors 2 - Ferro 2
Boca Juniors 1 - Gimnasia (Mendoza) 1
Banfield 3 - Belgrano (Cba) 1
Newell's Old Boys 0 - Estudiantes (LP) 1
Colón 2 - Racing Club 1
- Fecha 13

8 de diciembre
Racing Club 1 - Argentinos Juniors 2
10 de diciembre
Gimnasia (LP) 4 - Estudiantes (LP) 1
Independiente (Trelew) 0 - Independiente 0
Bartolomé Mitre (Misiones) 0 - San Martín (Mendoza) 1
Atlanta 5 - San Martín (T) 0
Rosario Central 2 - Vélez Sársfield 2
Lanús 1 - San Lorenzo (Mar del Plata) 1
River Plate 2 - San Lorenzo 2
Racing Club 1 - Argentinos Juniors 2
Huracán 0 - Boca Juniors 1
Gimnasia (Mendoza) 1 - Colón 3
Belgrano (Cba) 3 - Chacarita Juniors 1
Ferro 3 - Newell's Old Boys 1
Desamparados (San Juan) 0 - Banfield 2

## Fase eliminatoria

### Cuadro de desarrollo
|  | Semifinal    | Semifinal   |             |   | Final | Final |  |
|  |              |             |             |   |       |       |  |
|  |              |             |             |   |       |       |  |
|  |              |             |             |   |       |       |  |
|  |              |             |             |   |       |       |  |
|  |              |             |             |   |       |       |  |
|  |              | San Lorenzo | 1           |   |       |       |  |
|  |              |             | 1           |   |       |       |  |
|  |              |             | River Plate | 0 |       |       |  |
|  | Boca Juniors | 2           | River Plate | 0 |       |       |  |
|  | Boca Juniors | 2           |             |   |       |       |  |
|  | River Plate  | 3           |             |   |       |       |  |
|  | River Plate  | 3           |             |   |       |       |  |
|  |              |             |             |   |       |       |  |

### Semifinal
Se jugó un solo enfrentamiento en el que se cruzaron, en un partido eliminatorio, el primero de la Zona 2 con el segundo de la Zona 1. Esto se debió a que el segundo de la Zona 2 terminó a más de tres puntos del primero.
| Semifinal                                                                      | Semifinal | Semifinal   | Semifinal       | Semifinal       |
| Equipo 1                                                                       | Resultado | Equipo 2    | Estadio         | Fecha           |
| ------------------------------------------------------------------------------ | --------- | ----------- | --------------- | --------------- |
| Boca Juniors                                                                   | 2 - 3     | River Plate | José Amalfitani | 13 de diciembre |
| River Plate clasificó a la final del campeonato y a la Copa Libertadores 1973. |           |             |                 |                 |

### Final
Se disputó a un solo partido entre el ganador de la semifinal y el primero de la zona A.
| Final       | Final        | Final       | Final           | Final           |
| Equipo 1    | Resultado    | Equipo 2    | Estadio         | Fecha           |
| ----------- | ------------ | ----------- | --------------- | --------------- |
| San Lorenzo | 1 - 0 (t.s.) | River Plate | José Amalfitani | 17 de diciembre |

## Goleadores
| Jugador              | Jugador        | Goles | Equipo          |
| -------------------- | -------------- | ----- | --------------- |
| Bandera de Argentina | Carlos Morete  | 14    | River Plate     |
| Bandera de Argentina | Oscar Más      | 13    | River Plate     |
| Bandera de Argentina | Hugo Curioni   | 12    | Boca Juniors    |
| Bandera de Argentina | Carlos Guerini | 12    | Belgrano        |
| Bandera de Argentina | Juan Barroso   | 11    | San Martín (M)  |
| Bandera de Argentina | Carlos Bianchi | 11    | Vélez Sarsfield |
| Bandera de Argentina | Juan Taverna   | 11    | Banfield        |